# Enealtok
Enealtok ist ein Motu des Arno-Atolls der pazifischen Inselrepublik Marshallinseln.

## Geographie
Enealtok schließt sich im Süden direkt an Bikarej an. Es ist nur durch schmale Kanälchen von der nördlichen Schwester getrennt. Bei Enealtok teilt sich die Riffkrone und erstreckt sich zum einen nach Süden, zum anderen nach Osten. Die benachbarte südliche Insel heißt Ajmanol.